# 長谷川憲正
長谷川 憲正（はせがわ けんせい、1943年1月1日 - ）は、日本の政治家。
参議院議員（1期）、総務大臣政務官などを歴任した。

## 略歴
郵政省官僚、駐フィンランド大使を経て、2004年に自由民主党から参議院に出馬し、初当選。
2005年に自由民主党を離党。国民新党旗揚げメンバーの一人として名を連ねるが、同年8月24日友党であった新党日本に同党の政党条件を満たすために期間限定で移籍。9月11日、新党日本へ離党届を提出し、国民新党へ復党した。この政党移籍はレンタル移籍と揶揄され、選挙互助会という批判があった。
全国郵便局長会顧問。政党代表者が招かれない定期総会に総務大臣と共に招かれた。
2008年9月に民国合併構想が浮上するが、長谷川が2004年に比例区で自民党候補として当選していたため、国会議員のまま民主党への移籍ができないことが最大の問題点となり頓挫となった。
2010年7月に第22回参議院議員通常選挙に国民新党の比例区から出馬。406,587票を獲得するも、落選。

## 経歴
- 1961年3月 埼玉県立浦和高等学校卒業
- 1967年3月 東京大学法学部卒業
- 1967年4月 郵政省入省

大臣官房国際部長、郵務局長、郵政審議官などを務め、
- 1999年7月 郵政省退職
- 2000年6月 駐フィンランド大使
- 2004年7月 第20回参議院議員通常選挙で比例区より自由民主党公認で初当選。
- 2005年8月 国民新党結党に参画したが、期間限定で新党日本に移る。
- 2005年9月11日 新党日本に離党届を提出、翌12日に国民新党へ復党。
- 2005年10月 自由民主党から除名処分される。
- 2009年9月18日 鳩山由紀夫内閣で、総務大臣政務官に就任。
- 2010年7月11日 第22回参議院議員通常選挙で国民新党の比例区より出馬するも落選。
- 2010年9月21日　総務大臣政務官を退任。
- 2013年、瑞宝重光章受章。